# Lidmila Malá
Lidmila Malá (27. srpna 1908 Lány na Důlku – 20. června 1942 Pardubice) byla česká učitelka a odbojářka z období druhé světové války.

## Život
Lidmila Malá se narodila 27. srpna 1908 v dnešní pardubické čtvrti Lány na Důlku v rodině učitele V. Malého. Po vzoru otce se vydala rovněž na učitelskou dráhu. Od roku 1931 učila v Mikulovicích, od 1. února 1939 pak Měšťanské dívčí škole Drtinově. K odbojové činnosti ji získal její kolega rovněž učitel Josef Janáček. Díky němu se v zimě roku 1942 seznámila s Josefem Valčíkem příslušníkem výsadku Silver A, kterému poskytla ubytování ve svém bytě v Nerudově ulici 1840 a který odkud podnikal zpravodajské cesty mimo město. Pod krycí identitou Miroslav Šolc byl zaměstnán jako číšník v dnes již neexistujícím pardubickém hotelu Veselka Arnošta Košťála. Na počátku března 1942 zjistilo gestapo nesrovnalosti ve Valčíkově identitě, ale ten byl včas varován. Lidmila Malá mu ještě na několika různých místech zajistila krátkodobá útočiště, poté opustil Pardubicko zcela. Před odchodem jí ještě poskytl ampulku s kyanidem draselným. Dne 16. června 1942 došlo ke zradě Karla Čurdy, kvůli kterému se gestapo dostalo ke jménům a adresám spolupracovníků parašutistů a mimo jiné zatklo Hanu a Václava Krupkovi. V jejich bytě nalezlo i záznamy velitele výsadku Alfréda Bartoše. Není zřejmé co v nich přesně bylo, pravdou je, že nemohlo jít o konkrétní jména, protože k dalšímu zatýkání docházelo postupně jak byla prolamována konspirace. Lidmila Malá byla zatčena 20. června 1942 a odvezena k výslechu do pardubické donucovací pracovny, kde se jí podařilo požít jed. Zemřela týž den.

## Připomínky
- Pamětní deska věnovaná Lidmile Malé s chybou v křestním jménu i datu úmrtí je umístěna u vchodu do jejího bydliště v Nerudově ulici 1840 v Pardubicích.[1] Ulice nesoucí její jméno se nachází na pardubickém sídlišti Dubina.

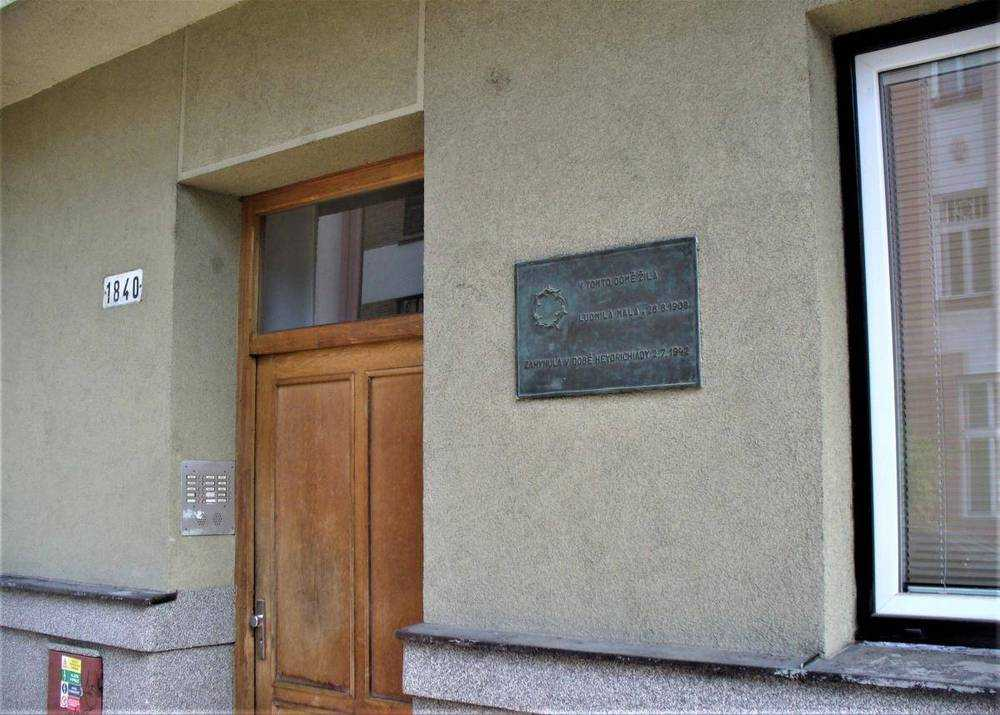
Dům s pamětní deskou Lidmily Malé v Nerudově ulici v Pardubicích
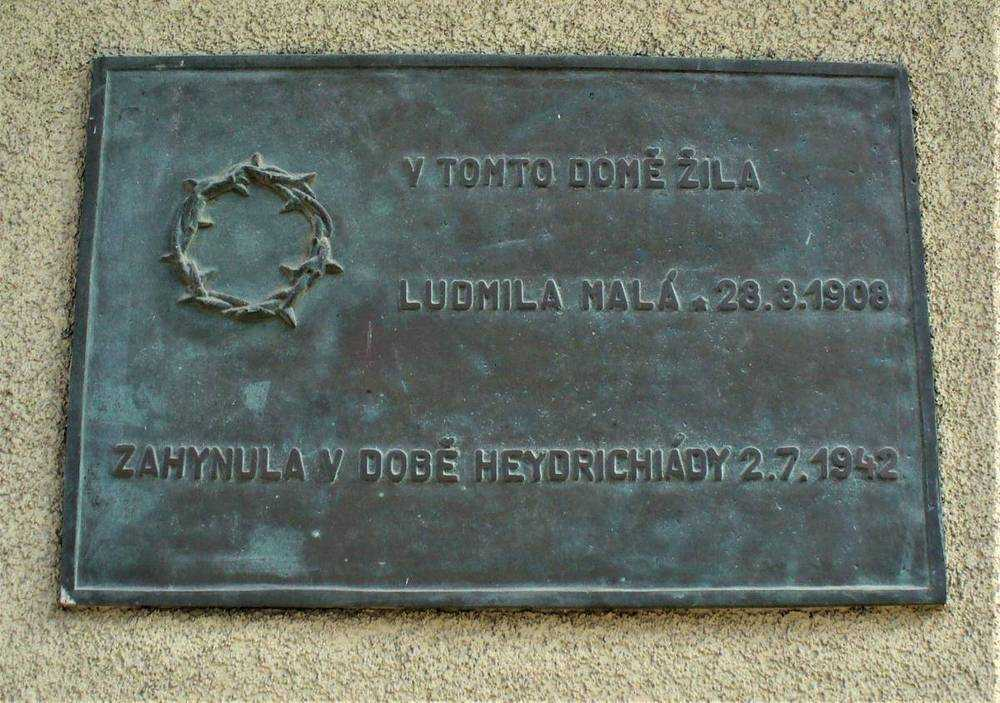
Pamětní deska Lidmily Malé v Nerudově ulici v Pardubicích

## Lidmila Malá v kultuře
- V hraném dokumentu Stříbrné requiem hraje postavu Lidmily Malé Andrea Hodíková.